# Forces armées chiliennes
Les Forces armées du Chili (en espagnol : Fuerzas Armadas de Chile) dépendent du ministère de la Défense du Chili (ministerio de defensa de Chile), et sont composées des branches armées suivantes :
- Ejército, l'armée de terre chilienne,
- la Armada, la marine,
- et la Fuerza Aérea, la force aérienne.

La Constitución Política de Chile (la constitution) les charge de défendre le pays et établit son caractère essentiel dans la sécurité nationale. Après la cavale de l'ex-vice directeur de la DINA Raúl Iturriaga en 2007, l'armée chilienne a cessé de financer la défense juridique des militaires inculpés pour les crimes commis lors de la dictature de Pinochet.

## Organisation générale

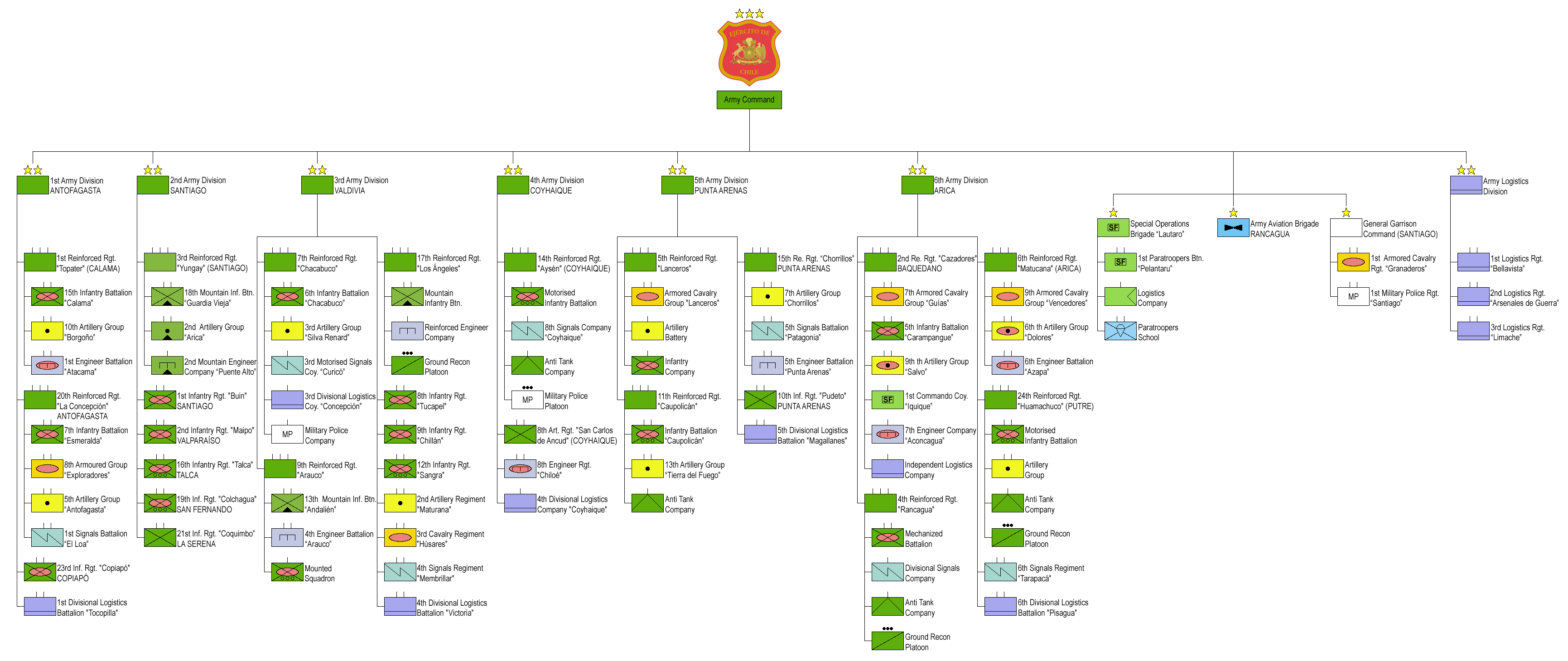
Structure de l'armée chilienne en 2006

### Marine de guerre

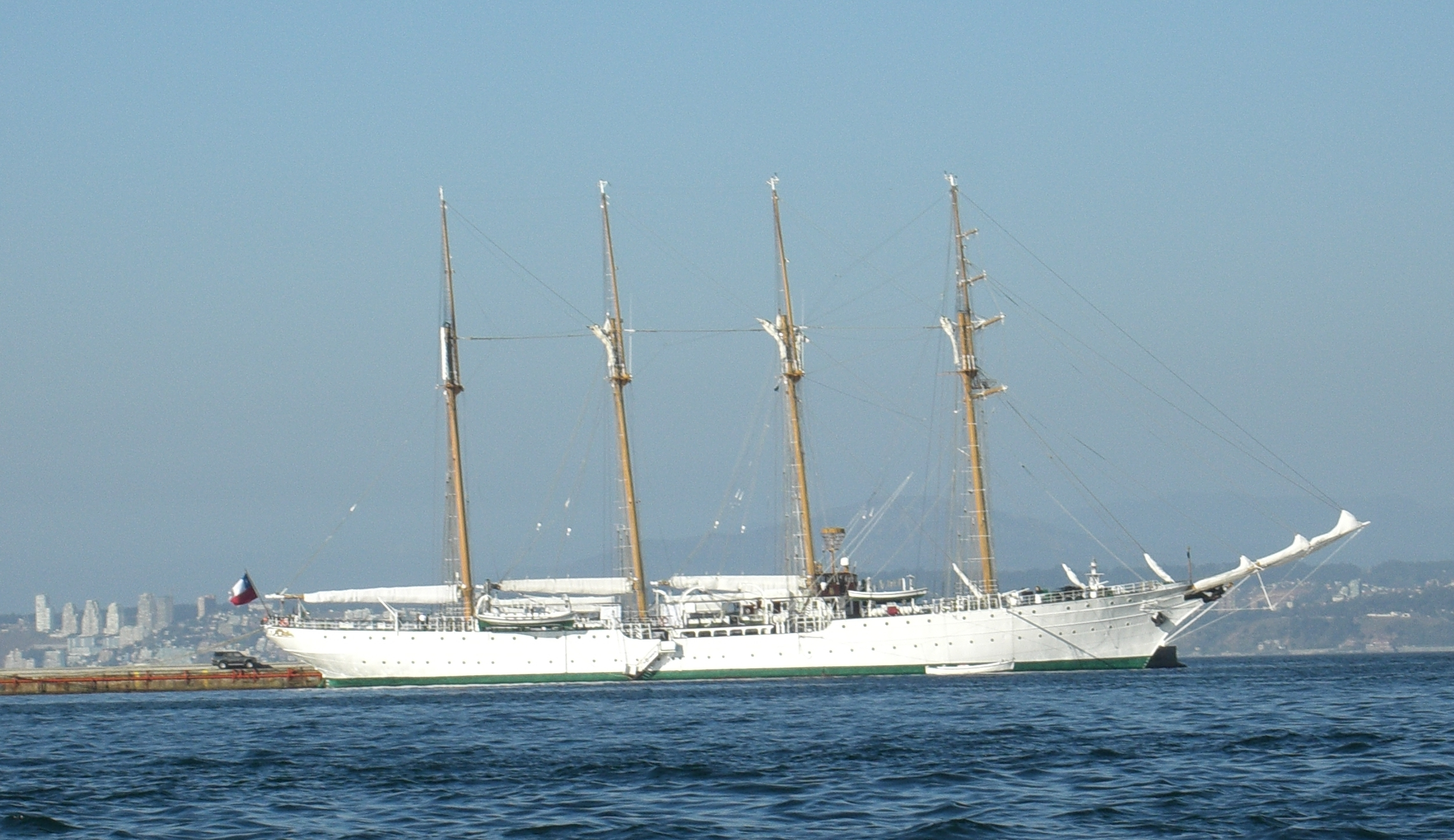
Le Buque Escuela Esmeralda. Navire-école de la Armada de Chile, qui fut employé comme centre de détention et de torture sous Pinochet, de 1973 à 1980.

## Budget de la défense
L'évolution du budget de la défense (avec salaires) chilienne en milliards de dollars US courant selon les données de la Banque mondiale est la suivante,,:
| Année | Budget de la défense | % du PNB | % dépenses publiques |
| ----- | -------------------- | -------- | -------------------- |
| 1989  | $ 988 934 423        | 3,59     |                      |
| 1990  | $ 1 031 475 584      | 3,40     | 14,85                |
| 1991  | $ 1 038 039 494      | 2,85     | 12,82                |
| 1992  | $ 1 168 858 391      | 2,63     | 12,06                |
| 1993  | $ 1 291 053 676      | 2,71     | 12,26                |
| 1994  | $ 1 466 048 832      | 2,60     | 12,38                |
| 1995  | $ 1 827 997 369      | 2,56     | 12,71                |
| 1996  | $ 1 904 105 834      | 2,45     | 11,74                |
| 1997  | $ 2 120 702 608      | 2,50     | 12,02                |
| 1998  | $ 2 112 373 123      | 2,59     | 11,76                |
| 1999  | $ 2 043 134 812      | 2,71     | 11,41                |
| 2000  | $ 2 103 460 610      | 2,70     | 11,76                |
| 2001  | $ 1 893 098 224      | 2,67     | 11,42                |
| 2002  | $ 1 779 553 138      | 2,55     | 10,91                |
| 2003  | $ 2 067 983 998      | 2,73     | 12,17                |
| 2004  | $ 2 687 320 866      | 2,71     | 13,03                |
| 2005  | $ 3 100 391 591      | 2,52     | 12,52                |
| 2006  | $ 3 855 358 069      | 2,49     | 13,38                |
| 2007  | $ 4 022 478 104      | 2,32     | 12,07                |
| 2008  | $ 4 641 877 576      | 2,58     | 11,86                |
| 2009  | $ 3 902 221 588      | 2,26     | 9,11                 |
| 2010  | $ 4 894 081 125      | 2,24     | 9,61                 |
| 2011  | $ 5 686 752 070      | 2,25     | 9,89                 |
| 2012  | $ 5 466 101 782      | 2,05     | 8,86                 |
| 2013  | $ 5 529 879 481      | 1,99     | 8,63                 |
| 2014  | $ 5 102 777 422      | 1,96     | 8,25                 |
| 2015  | $ 4 630 772 774      | 1,90     | 7,63                 |
| 2016  | $ 4 796 010 962      | 1,92     | 7,59                 |
| 2017  | $ 5 370 018 135      | 1,94     | 7,61                 |
| 2018  | $ 5 545 831 933      | 1,86     | 7,33                 |
| 2019  | $ 5 182 156 529      | 1,86     | 7,04                 |
| 2020  | $ 5 286 204 683      | 2,09     | 7,15                 |
| 2021  | $ 6 230 436 399      | 1,96     | 5,90                 |